# マノー・MRT05
マノー・MRT05 (Manor MRT05) は、マノー・レーシングが2016年のF1世界選手権参戦用に開発したフォーミュラ1カーである。

## 概要
2016年2月22日、バルセロナの合同テスト初日に発表された。この年からチーム名を「マノー・マルシャF1チーム」から「マノー・レーシング」に、パワーユニット（以下、PUと略す）をフェラーリからメルセデスに変更した。なお、コンストラクター表記は「MRT・メルセデス」となる。ギアボックスは、マノーと同じメルセデス製PUを使用しているウィリアムズから提供された。前年のマルシャ・MR03B同様ロングノーズを採用、カラーリングはブルー&オレンジに変更されている。

## 2016年シーズン
シーズンを通して予選の多くでQ1脱落、決勝ではバックマーカーに沈んだが、第9戦オーストリアGPでは天候がめまぐるしく変わる中でパスカル・ウェーレインが予選でQ2進出を果たし、予選12位を獲得。決勝でも荒れたレースをかいくぐり10位入賞。マノー・レーシングになってからは初、前身のマルシャ時代を含めれば2014年モナコGPでのジュール・ビアンキ以来の入賞を果たした。シーズン後半からはリオ・ハリアントに代わって、ルノーのリザーブドライバーを務めているエステバン・オコンが起用された。第20戦ブラジルGPで無得点だったザウバーが2ポイントを獲得したことでコンストラクターズランキング最下位に転落した。シーズン終了後、新たな売却先との交渉はまとまらず、チームは消滅した。

## スペック

### シャシー
- 名称 MRT05
- シャシー素材 アルミハニカム
- ボディワーク素材 カーボンファイバー
- サスペンション
  - フロントサスペンション マノー・レーシング プッシュロッド式トーションバー・スプリング
  - リアサスペンション ウイリアムズ・アドバンスド・エンジニアリング
- ステアリング マノー・レーシング
- ホイール マノー・レーシング
- タイヤ ピレリ
- ブレーキ
  - ブレーキシステム カーボンファイバー製ディスクパッド&ディスクブレーキ、マノー・レーシング リアブレーキ・バイ・ワイヤ
  - ブレーキディスク カーボン・インダストリー
  - ブレーキパッド カーボン・インダストリー
  - ディスクキャリパー APレーシング
- 燃料タンク ATL製
- エレクトロニクス FIA認可システム
- フロントトレッド 1,799 mm
- リアトレッド 1,799 mm
- ホイールベース 3,400 mm
- 全長 5,000 mm
- 全高 949 mm
- 重量 702kg（ドライバーを含む）
- ステアリングホイール マノー・レーシング カーボンファイバー製
- ドライバーズシート マノー・レーシング カーボンファイバー製
- シートベルト サベルト 5点式ハーネス

### パワーユニット
- 名称 メルセデス PU106C Hybrid
- エキゾースト メルセデス
- ERS メルセデス
- 燃料 ペトロナス
- 潤滑油 ペトロナス
- 冷却水 ペトロナス

### トランスミッション
- ギアボックス ウイリアムズ・アドバンスド・エンジニアリング 8速＋リバース1速
- ギアセレクション シーケンシャル・セミオートマチック 油圧作動
- クラッチ APレーシング カーボンプレート

## 記録
| 年   | No. | ドライバー   | 1   | 2   | 3   | 4   | 5   | 6   | 7   | 8   | 9   | 10  | 11  | 12  | 13  | 14  | 15  | 16  | 17  | 18  | 19  | 20  | 21  | ポイント | ランキング |
| 年   | No. | ドライバー   | AUS | BHR | CHN | RUS | ESP | MON | CAN | EUR | AUT | GBR | HUN | GER | BEL | ITA | SIN | MAL | JPN | USA | MEX | BRA | ABU | ポイント | ランキング |
| ---- | --- | ------------ | --- | --- | --- | --- | --- | --- | --- | --- | --- | --- | --- | --- | --- | --- | --- | --- | --- | --- | --- | --- | --- | -------- | ---------- |
| 2016 | 94  | ウェーレイン | 16  | 13  | 18  | 18  | 16  | 14  | 17  | Ret | 10  | Ret | 19  | 17  | Ret | Ret | 16  | 15  | 22  | 17  | Ret | 15  | 14  | 1        | 11位       |
| 2016 | 88  | ハリアント   | Ret | 17  | 21  | Ret | 17  | 15  | 19  | 18  | 16  | Ret | 21  | 20  |     |     |     |     |     |     |     |     |     | 1        | 11位       |
| 2016 | 31  | オコン       |     |     |     |     |     |     |     |     |     |     |     |     | 16  | 18  | 18  | 16  | 21  | 18  | 21  | 12  | 13  | 1        | 11位       |

- 太字はポールポジション、斜字はファステストラップ（key）
- † 印はリタイアだが、90%以上の距離を走行したため規定により完走扱い。